# Polow da Don
Jamal Fincher Jones, mais conhecido Polow da Don, é um produtor musical, da cidade Atlanta, EUA. Já trabalhou com muitos artistas populares, como Akon, Ludacris, Chris Brown, Flo Rida, Ne-Yo, Usher, Keri Hilson, R. Kelly, Keyshia Cole, Jamie Foxx, Kelly Rowland, Pussycat Dolls, Fergie e Christina Aguilera.
Polow também atuou como cantor na canção "Good Things", com Rich Boy e Keri Hilson.